# Stromatocystitidae
Famille
Les Stromatocystitidae constituent une famille éteinte d'édrioastéroïdes, un groupe d'échinodermes du Paléozoïque, connue uniquement sous forme fossile.
Selon Fossilworks, la famille comporte 5 genres :
- †Cambraster Cabibel et al. 1958
- †Edriodiscus
- †Stromatocyctites Pompeckj, 1896
- †Walcottidiscus Bassler, 1935
- †Xenocystites Bassler, 1936

Les différentes espèces sont trouvées dans des terrains datant du Cambrien situés en Australie, au Canada (Colombie Britannique) et en Espagne.